# Ацетонитрил
Ацетонитри́л (нитрил уксусной кислоты, этаннитрил, метилцианид) — органическое химическое соединение с формулой CH3CN. Представляет собой бесцветную жидкость со слабым эфирным запахом. Широко используется в органической химии в качестве растворителя.

## Физические свойства
Ацетонитрил смешивается с водой, этиловым спиртом, диэтиловым эфиром, ацетоном, CCl4 и другими органическими растворителями (кроме углеводородов). Он образует азеотропные смеси с водой (т. кип. 76,5 °C, 83,7 % ацетонитрила), бензолом (73,0 °C, 34 %), CCl4 (65 °C, 17 %), этанолом (72,5 °C, 44 %), этилацетатом (74,8 °C, 23 %), многими алифатическими углеводородами.
Ацетонитрил используется для растворения масел, жиров, лаков, эфиров целлюлозы, различных синтетических полимеров и неорганических солей (кроме {\displaystyle {\ce {NaCl}}} и {\displaystyle {\ce {Na2SO4}}}).

## Получение
В промышленности ацетонитрил получают реакцией уксусной кислоты с небольшим избытком аммиака при 300—400 °C в присутствии катализатора.
{\displaystyle {\mathsf {CH_{3}COOH+NH_{3}{\xrightarrow {t,Al_{2}O_{3}}}CH_{3}CONH_{2}+H_{2}O}}}
{\displaystyle {\mathsf {CH_{3}CONH_{2}{\xrightarrow {t}}CH_{3}CN+H_{2}O}}}
Выход в данном процессе составляет 90—95 %. Ацетонитрил образуется также как побочный продукт в синтезе акрилонитрила при окислительном аммонолизе пропилена.
В лабораторных условиях для синтеза ацетонитрила удобно применять реакцию дегидратации ацетамида под действием пентаоксида фосфора.
{\displaystyle {\ce {CH3CONH2->[P_2O_5][-{\ce {H_2O}}]CH3CN}}}

### Лабораторная очистка
Основными примесями в продажном ацетонитриле являются вода, ацетамид, ацетат аммония и аммиак. Осушение ацетонитрила под действием безводных сульфата кальция и хлорида кальция неэффективно. Удалить большую часть воды из ацетонитрила можно встряхиванием с силикагелем или молекулярными ситами. Дальнейшее осушение, а также удаление уксусной кислоты, проводят при добавлении гидрида кальция до окончания выделения водорода. Далее ацетонитрил подвергают фракционной перегонке.
Другой способ удаления воды из ацетонитрила заключается в перегонке над небольшим количеством пентаоксида фосфора (0,5—1 % м/о). Избыток P2O5 приводит к образованию оранжевого полимера. Данный метод не подходит в тех случаях, когда ацетонитрил предполагается использовать в реакциях с участием веществ, весьма чувствительных к кислотам. Следы пентаоксида фосфора можно удалить перегонкой над безводным карбонатом калия.
Быстрая методика очистки включает осушение над безводным карбонатом калия в течение 24 часов, дальнейшее осушение молекулярными ситами либо борным ангидридом (24 часа) и перегонку.

## Применение
Ацетонитрил применяется как экстрагент для выделения бутадиена из смеси углеводородов, азеотропный агент для выделения толуола, сырьё для фармацевтической промышленности, растворитель.
Применяется также в биохимии как растворитель - важный компонент подвижной фазы для анализа липидного состава биологических образцов (их общелипидных экстрактов) методом высокоэффективной гидрофильной (Hilic) хроматографии. Кроме этого ацетонитрил широко применяется в обращенно-фазовой хроматографии в качестве подвижной фазы как самостоятельно, так и в смесях с другими растворителями, а также водой, благодаря своей низкой вязкости, слабой реакционной активности. Прозрачность в УФ-диапазоне дает возможность применять ацетонитрил в хроматографических системах с детектированием поглощения в УФ-диапазоне.
Ацетонитрил назывался в числе прекурсоров отравляющего вещества «Новичок», входящего в Список 1 веществ, запрещённых Конвенцией о запрещении химического оружия.

## Безопасность
Ацетонитрил токсичен, всасывается через кожу.
В концентрации 15% или более является прекурсором (Таблица III), оборот которого в Российской Федерации ограничен.